# Šilo Veliko
Koordinati:   43°51′20″N, 15°13′33″E
Šilo Veliko je nenaseljen otoček v Jadranskem morju. Pripada
Hrvaški.
Otoček leži v Narodnem parku Kornati okoli 0,5 km zahodno od severozahodnega dela otoka Kornata. Površina otočka meri 0,674 km², njegova obala je dolga 3,83 km. Najvišji vrh je visok 64 mnm.